# Jorge Iribarren
Jorge Félix Iribarren (1898) è stato un calciatore argentino, di ruolo portiere.

## Caratteristiche tecniche
Portiere, talvolta fu anche incaricato di battere i calci di rigore.

## Carriera

### Club
Fratello maggiore di Juan Carlos Iribarren, difensore classe 1901, Jorge iniziò la propria carriera nell'Argentinos Juniors. Nel 1921 fece parte della rosa che si guadagnò la promozione in Copa Campeonato. Giocò dunque due stagioni nella massima serie della Asociación Argentina de Football. Nel 1924 si trasferì al General San Martín, mentre nel 1926 raggiunse il fratello al River Plate. Divenne titolare, giocando peraltro la prima stagione professionistica del club, quella del 1931, totalizzando 24 presenze. Nel primo Superclásico tra i professionisti parò un rigore a Francisco Varallo, che segnò comunque sulla respinta.

### Nazionale
Debuttò in Nazionale il 2 dicembre 1923, giocando da titolare la gara di Buenos Aires con il Brasile. Prese poi parte alla Copa Rosa Chevalier Boutell, competizione in due incontri tra Argentina e Paraguay: subì due reti, una per ciascuna partita.

## Palmarès

### Club

#### Competizioni nazionali
- Torneo Reducido de Ascenso: 1

Argentinos Juniors: 1921